# Celeste nostalgia/Un nuovo amico
Celeste nostalgia/Un nuovo amico è un singolo del cantante italiano Riccardo Cocciante pubblicato nel 1982 ed estratto dall'album Cocciante.
Il disco risultò il 20° singolo più venduto in Italia nel 1982. Entrambi i brani, arrangiati da Paul Buckmaster, del disco parteciparono al Festivalbar 1982.

## Descrizione

### Celeste nostalgia
Il brano del Lato A, Celeste nostalgia, è un brano scritto dallo stesso Riccardo Cocciante e da Mogol.
Si tratta di un brano dal testo malinconico, in cui si rimpiange il tempo che trascorre (con le storie d'amore passate) e in particolare una donna (amica o fidanzata) perduta, che nonostante il tempo che passa, rimane sempre nella testa del protagonista.
Oltre che al Festivalbar, il brano partecipò  a Un disco per l'estate 1982.
L'anno dopo la sua uscita, il brano è stato inserito nella scena finale del film diretto da Carlo Vanzina Sapore di mare, scena che ha come protagonisti Marina Suma e Jerry Calà.
Nel 2005, il brano è stato inserito nell'album Le storie di Mogol.
Il brano è stato inoltre adattato in lingua olandese da Bart Peeters con il titolo Allemaal door jou ed interpretato in questa versione nel 2006 dallo stesso Bart Peeters.

### Un nuovo amico
Anche il brano del Lato B, Un nuovo amico, è stato scritto da Riccardo Cocciante e da Mogol.

## Tracce
Lato A
1. Celeste nostalgia – 4:12 (testo: Mogol – musica: Riccardo Cocciante; edizioni musicali Gelsomino-RCA Musica)

Lato B
1. Un nuovo amico – 3:30 (testo: Mogol – musica: Riccardo Cocciante; edizioni musicali Gelsomino-RCA Musica)

## Classifiche
| Classifica | Posizione massima |
| ---------- | ----------------- |
| Italia     | 4                 |